# Ahrensburger Tunneltal

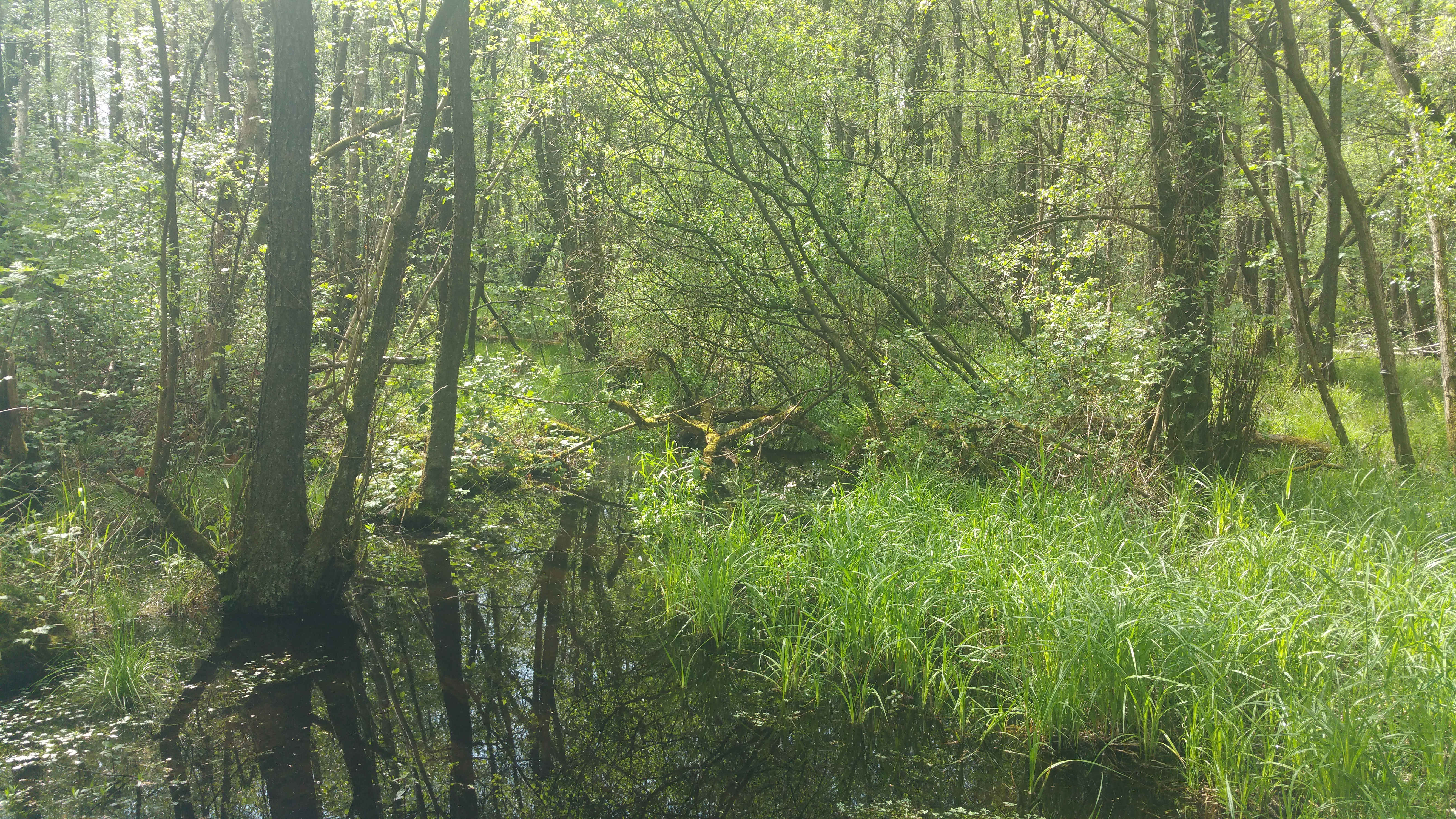
Das Sumpfgebiet am die Rinne durchfließenden Hopfenbach

Das Ahrensburger Tunneltal ist eine Glaziale Rinne nördlich von Hamburg bei Ahrensburg. Es verläuft längs der Bahnstrecke Lübeck–Hamburg in Richtung Stellmoor und bildet das Naturschutzgebiet Stellmoor–Ahrensburger Tunneltal.
Das Tunneltal bildete sich durch Schmelzwasser unter dem Inlandeis, welches in der letzten Eiszeit dieses Gebiet bedeckte. Diese Schmelzwasser erodierten tief in den Untergrund und hinterließen am Ende der Eiszeit eine schmale längliche Rinne mit steilen Hängen, in deren geschützter Lage sich Eisreste, sogenanntes Toteis, erhalten konnte. Vor ca. 13.000–10.000 Jahren war das Resteis bereits von einer Kies- und Sandschicht überdeckt und darüber befand sich ein See, an dessen Ufern sich Rastplätze der späteiszeitlichen Rentierjägerkulturen (Hamburger und Ahrensburger Kultur) befanden, die diesen natürlichen Engpass, den die Rentierherden auf ihren jährlichen Wanderungen passieren mussten, zur Jagd nutzten. In den Feuchtsedimenten des heute verlandeten Sees erhielten sich erstmals durch Alfred Rust entdeckte, organische Hinterlassenschaften dieser Jägerkulturen, wie zum Beispiel Holzpfeile der Ahrensburger Kultur. Der Kalkgehalt einiger dieser Sedimente schützte überdies zahlreiche Knochen von Beutetieren vor der Zersetzung durch Bodensäuren.